# Francesco Petretti
Francesco Petretti (Roma, 6 dicembre 1959) è un biologo, ornitologo, divulgatore scientifico e conduttore televisivo italiano, presidente dal 2018 al 2021 della Fondazione Bioparco di Roma.
Insegna biologia della conservazione all'Università degli Studi di Perugia e ha insegnato wildlife management presso l'Università degli Studi di Camerino; è membro del comitato scientifico del WWF Italia. Ha curato numerosi documentari naturalistici trasmessi nei programmi PAN Storie Naturali, Il mondo di Quark e Geo ed è collaboratore e direttore scientifico della rivista Oasis. Ha scritto e condotto anche i programmi L'anello di re Salomone (Rai Radio 2) e Spazio Verde (Stream TV) oltre che la pagina della scienza di Rai Radio 3 e Wild Italy (Rai 5).

## Biografia
Dopo aver compiuto gli studi presso un liceo classico si è laureato presso l'Università degli Studi di Roma "La Sapienza" in scienze biologiche. Negli anni settanta gli fu affidata la redazione della rivista Pro avibus della LENACDU dal presidente Fulco Pratesi.
Dal 1997 è esperto naturalista per Geo&Geo, divenuto poi Geo. Dal 2015 è autore e conduttore di Wild Italy su Rai 5.
Nel 2018 viene nominato presidente della Fondazione Bioparco di Roma, incaricata di gestire l'omonimo giardino zoologico della Capitale, rimanendo in carica fino al 2021.

## Opere
- Animali in pericolo di estinzione, Aosta, Musumeci Editore, 1980, ISBN 88-7032-069-3.
- Alberto Chelini e Francesco Petretti, Manuale per il riconoscimento degli uccelli italiani, Editoriale Olimpia, 1984, ISBN 978-8825315363.
- La coturnice negli Appennini, Roma, World Wildlife Fund, 1985.
- Francesco Petretti (a cura di), Campi e siepi, collana La natura in tasca, Milano, Arnoldo Mondadori Editore, 1995, ISBN 88-04-39551-6.
- Francesco Petretti (a cura di), I litorali sabbiosi, collana La natura in tasca, Milano, Arnoldo Mondadori Editore, 1995, ISBN 88-04-39550-8.
- Francesco Petretti (a cura di), Boschi di montagna, collana La natura in tasca, Milano, Arnoldo Mondadori Editore, 1996, ISBN 88-04-41241-0.
- Francesco Petretti (a cura di), Fiumi e ruscelli, collana La natura in tasca, Milano, Arnoldo Mondadori Editore, 1996, ISBN 88-04-41240-2.
- Francesco Petretti (a cura di), Le coste rocciose, collana La natura in tasca, Milano, Arnoldo Mondadori Editore, 1996, ISBN 88-04-41239-9.
- Foreste tropicali, Vercelli, Edizioni White Star, 1995, ISBN 88-8095-003-7.
- Manuale dell'agricoltore e del naturalista, Bologna, Edagricole, 1996, ISBN 88-206-3951-3.
- Francesco Petretti, Gaetano Petretti e Alessandro Petretti, Escursioni. Appennino centrale. Laga, Gran Sasso, Velino e Sirente, collana Itinerari fuori porta, Cierre Edizioni, 1998.
- Diario della natura: scoprire amare e vivere la natura, Bologna, Edagricole, 1998, ISBN 88-206-6040-7.
- Diario del mare. Scoprire, amare e vivere la natura, Bologna, Edagricole, 1998, ISBN 88-206-4131-3.
- Diario di viaggio: deserti e savane. Scoprire, amare e vivere la natura, Bologna, Edagricole, 1998, ISBN 88-206-4132-1.
- Maestà, permette una domanda..., collana Centominuti Junior, Roma, Rai Eri, 2000, ISBN 88-397-1092-2.
- Uccelli di mare e limicoli - Guida naturalistica per osservare e riconoscere oltre 100 specie di interesse italiano ed europeo, Edagricole, 2002.
- Gestione della fauna. Il management delle popolazioni animali negli ambienti naturali, agricoli e urbanizzati, Edagricole, 2003, ISBN 8-850-64824-3.
- (EN) Tropical Rainforest, Edizioni White Star, 13 novembre 2003, ISBN 8-880-95942-5.
- Francesco Petretti, Le favole di Geo, collana Centominutijunior, illustrazioni di Giuliana Serano, Rai Eri, 2004.
- Un anno a Torricchio, Oasi Alberto Perdisa, 2004, ISBN 88-8372-182-9.
- Licia Colò e Francesco Petretti, Animali e animali, Fratelli Fabbri Editori, 17 novembre 2004, ISBN 978-8845108952.
- Francesco Petretti e Marta Visentin, La natura dà lavoro, Oasi Alberto Perdisa, 1º marzo 2005, ISBN 978-8883722677.
- L'orto sotto le mura. Diario di un naturalista a Camerino, Bologna, Oasi Alberto Perdisa, 2005, ISBN 88-8372-306-6.
- Nordamerica: meraviglie naturali, Vercelli, Edizioni White Star, 2007, ISBN 978-88-540-0774-1.
- Sesso! Mandrilli si nasce o si diventa?, Bologna, Oasi Alberto Perdisa, 2007, ISBN 978-88-8372-381-0.
- L'aquila dei serpenti, Pandion Edizioni, 2008, ISBN 8-889-57805-X.
- Antonio Attini e Francesco Petretti, Italian countryside, Edizioni White Star, 2008.
- L'orsa, Trento, TEMI, 2009, ISBN 978-88-89706-65-7.
- Le favole del bosco, Roma, Diomedea Studium, 2009, ISBN 978-88-904564-0-4.
- Bioquiz, Roma, Diomedea Studium, 2012, ISBN 978-88-904564-2-8.
- Luoghi quasi selvaggi, Orme Editori, 7 agosto 2017, ISBN 978-8867101474.
- Lo sguardo invisibile - Storie di simbiosi quotidiana tra uomini e animali, collana Simbiosi, Edizioni Ambiente, 2021, ISBN 9788866273370.